# Chemin de fer Quebec, Montmorency & Charlevoix
Le chemin de fer Québec, Montmorency & Charlevoix est construit au Canada en 1889 par l'entrepreneur ferroviaire Horace Jansen Beemer (en) pour desservir le site touristique de la chute Montmorency, la basilique Sainte-Anne-de-Beaupré, les huit villages qui s'étendent de la ville de Québec à Beaupré ainsi que les industries locales. D'une longueur de 43 km, le chemin de fer qui a changé plusieurs fois de nom et de propriétaire, existe toujours mais n'est plus utilisé au centre-ville de Québec (un train touristique part de la chute Montmorency). En 1919, la voie a été prolongée jusqu'à la ville de Clermont près de la rivière Malbaie et couvre une distance de 148 km.

## Quebec, Montmorency & Charlevoix Railway (QMCR)

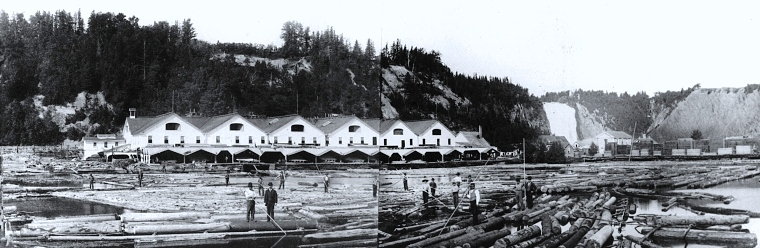
Scieries Hall au pied des chutes Montmorency vers 1887 avant la voie ferrée.

Le chemin de fer Québec, Montmorency & Charlevoix est créé en 1881 pour relier la ville de Québec à l'embouchure de la rivière Saguenay près de Baie-Ste-Catherine, en traversant la région de Charlevoix avec possibilité d'un prolongement vers Chicoutimi; le but était de construire, à Baie-Ste-Catherine, un port de mer qui serait le seul à être ouvert en hiver lorsque le fleuve St-Laurent est gelé. En 1883, Beemer achète les droits du chemin de fer, puis entreprend les travaux qu'il arrête dès que la voie atteint Beaupré en 1889. La voie relie la gare d'Hedleyville (aujourd'hui Limoilou, au nord de la rivière St-Charles près du port de Québec) et le village de Beaupré.

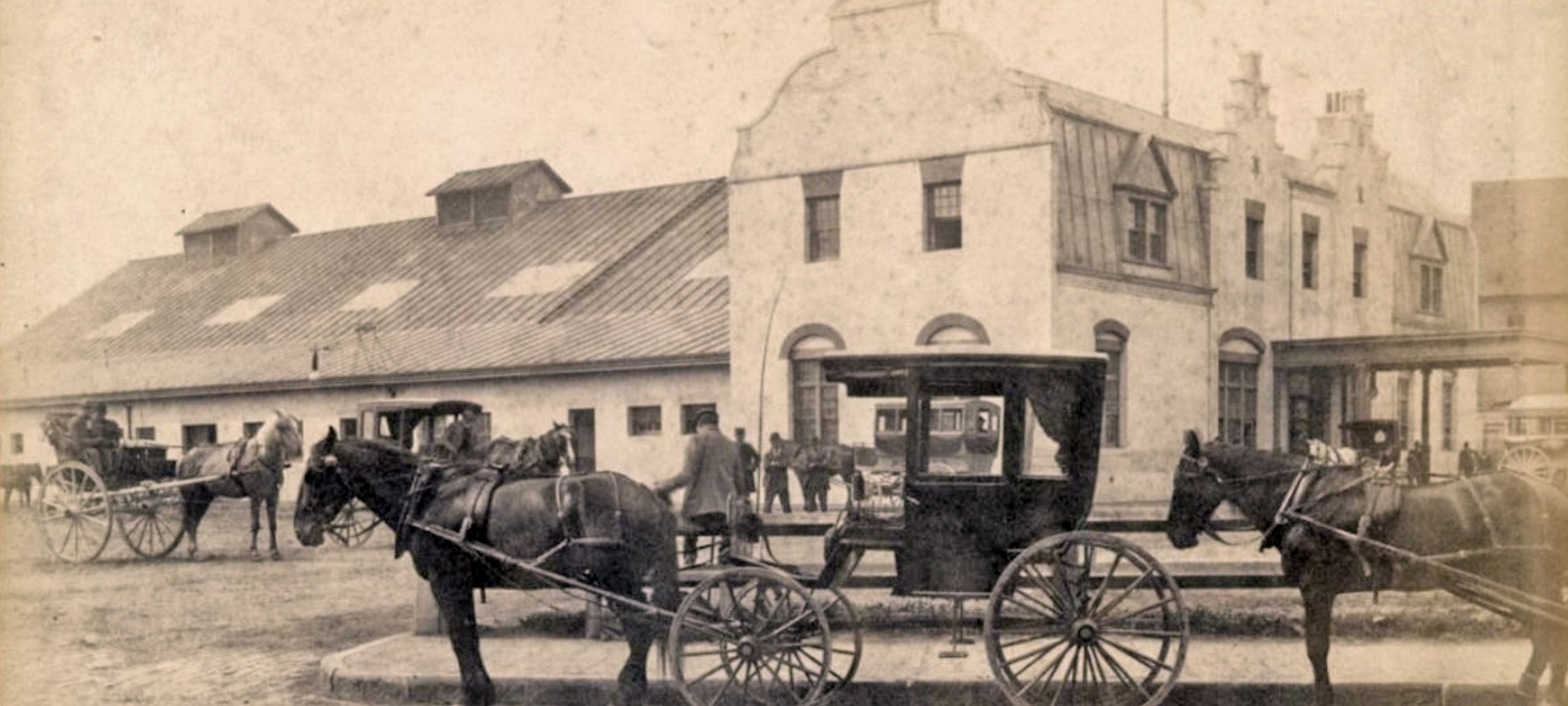
Première gare du palais vers 1876.

En 1890, le chemin de fer Quebec and Lake St-John Railway (QLSJR), avec lequel Jansen était sous contrat comme entrepreneur, fait construire sur la rivière Saint-Charles près de la gare d'Hedleyville, un pont ferroviaire tournant pour accéder à la gare du Palais située tout près et que le QMCR peut désormais rejoindre. Jansen fait beaucoup de réclame publicitaire à l'intention des pèlerins et des touristes; le QMCR devient rapidement très profitable de sorte que la voie ferrée est appelée populairement le train de Ste-Anne et le pont tournant du QLSJR devient le pont Ste-Anne. 
En 1894, le QMCR prolonge la voie jusqu'à Cap Tourmente (St-Joachim) pour se rendre admissible à une subvention gouvernementale et construit une nouvelle gare à Québec, au coin des rues St-Paul et Ramsay, près de la gare du Palais du Canadien Pacifique (CPR) et de la gare du QLSJR construite en 1891. 

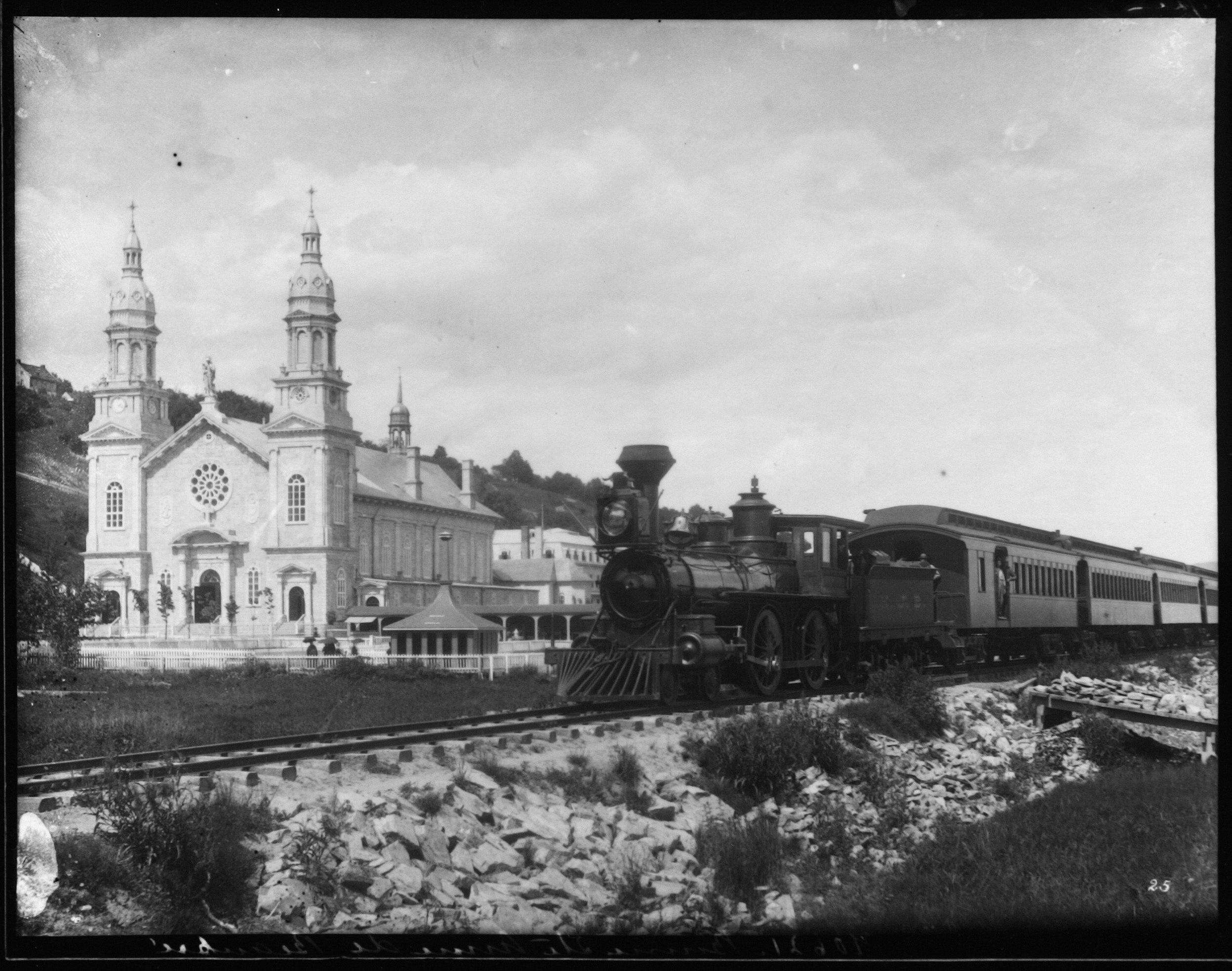
Train devant la basilique de Ste-Anne-de-Beaupré vers 1893.
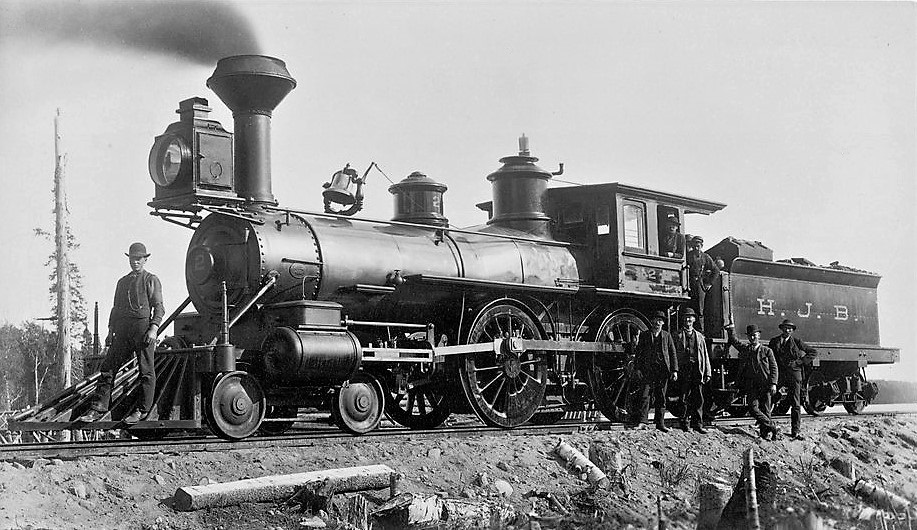
Locomotive H. J. B.
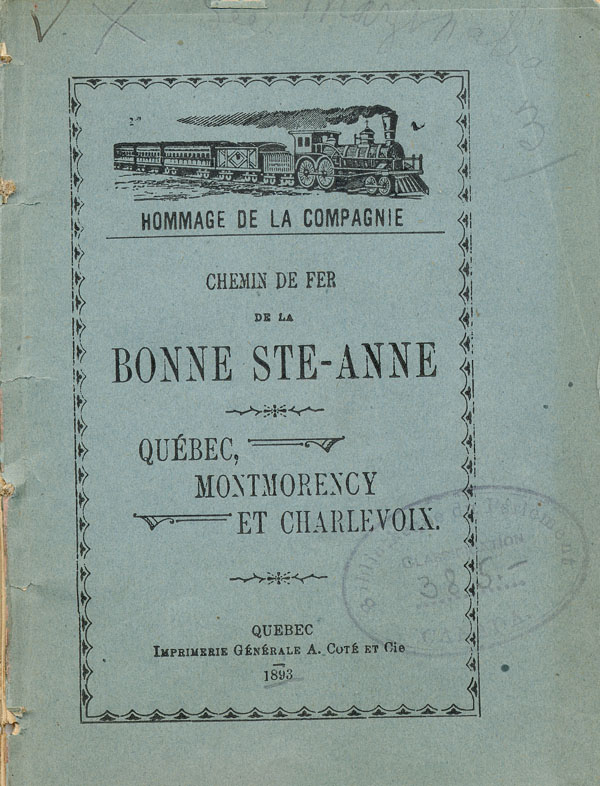
Brochure publicitaire (1893)
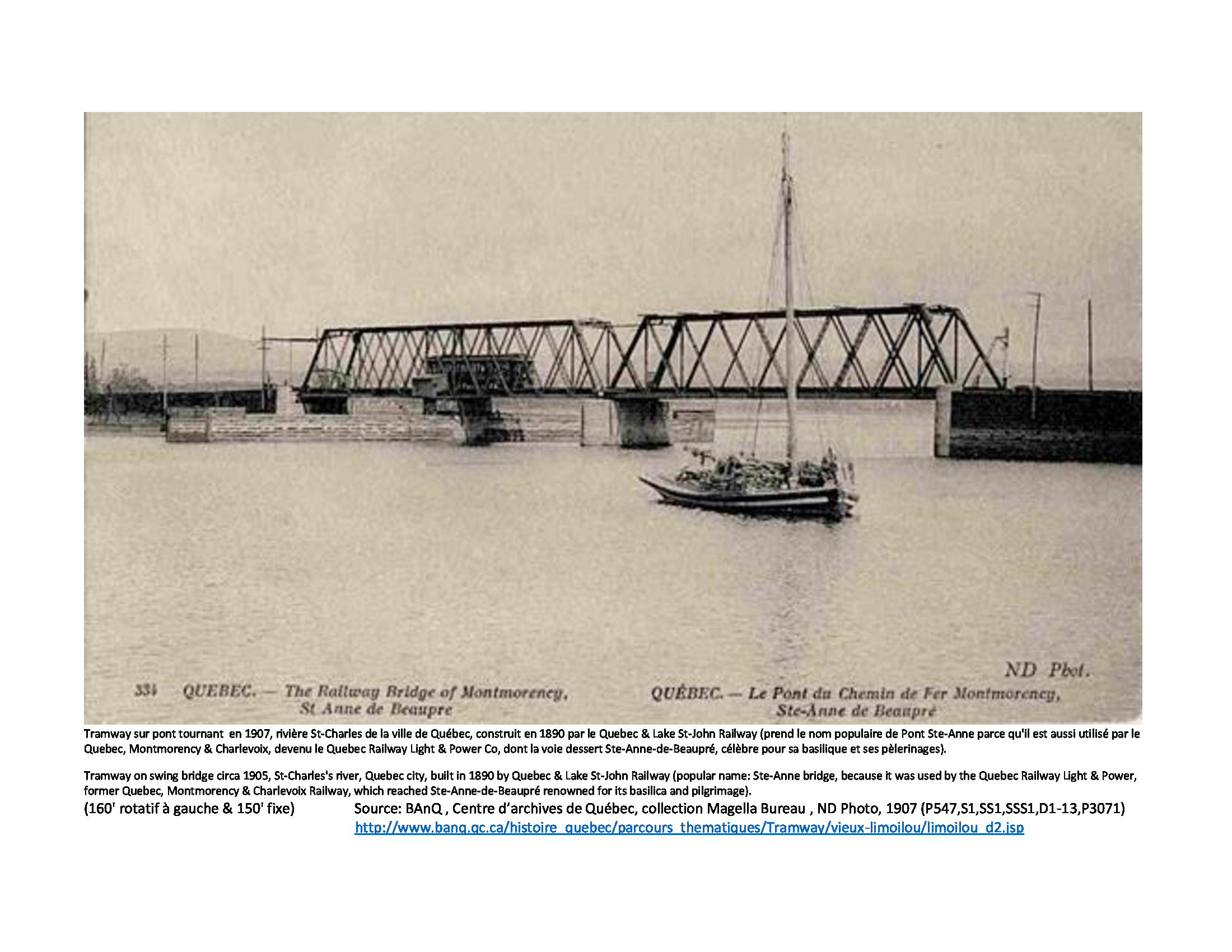
Pont-Tournant sur la riv. St-Charles
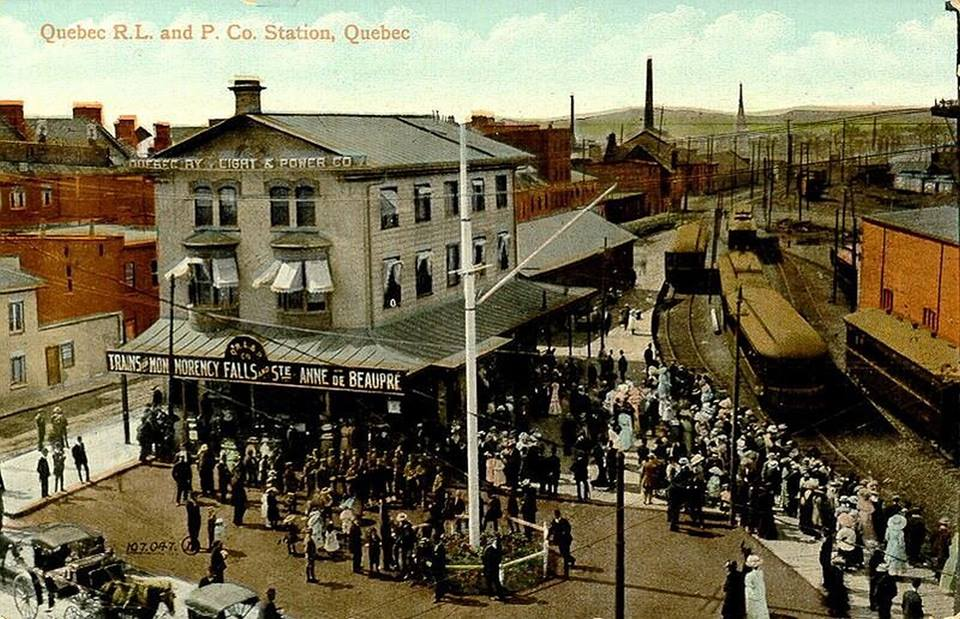
Gare du QMCR vers 1905, rue St-Paul.
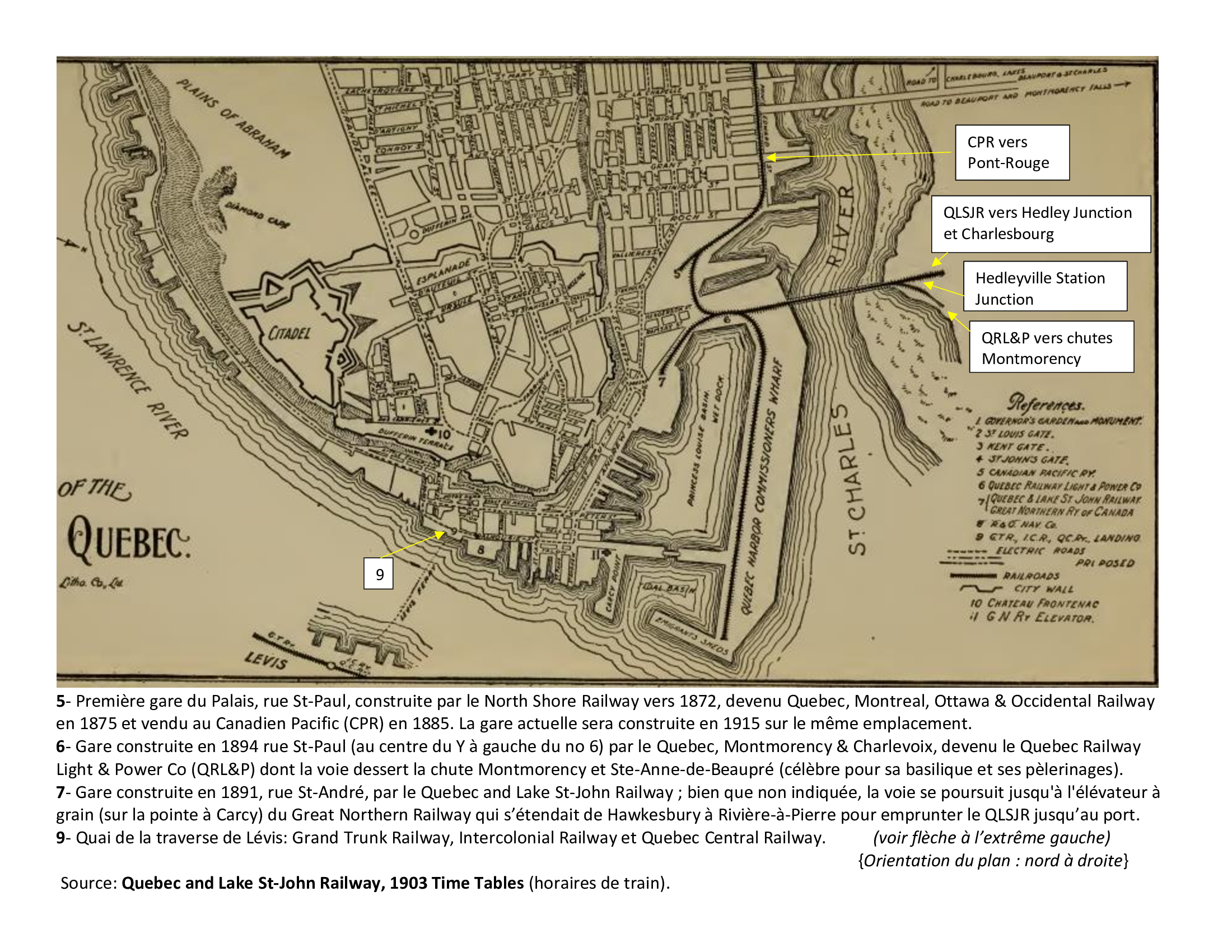
Cartes des 3 gares proches.
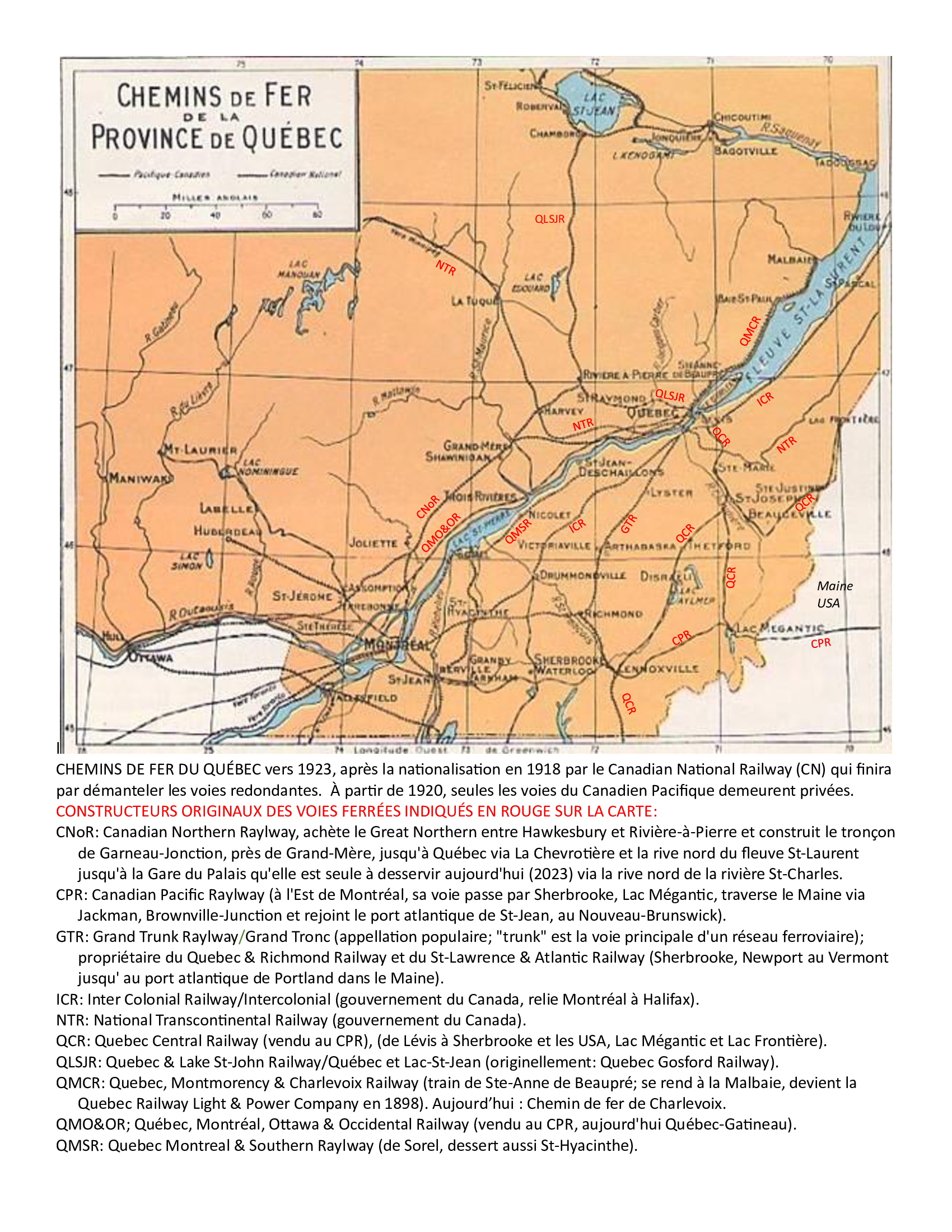
Voies ferrées du Québec en 1923 (constructeurs originaux en rouge)

## Quebec Railway, Light & Power Co (QRL&PCo)

### Quebec Railway, Light & Power Co:
En 1898, le QMCR fusionne avec la Montmorency Electric Power Company pour devenir la Quebec Railway, Light & Power Co. En 1900, la voie ferrée est électrifiée et dédoublée entre Québec et les chutes Montmorency. Cela donne accès aux tramways de la ville de Québec et permet de multiplier les départs avec coordination entre tramways et trains jusqu'en 1948. Vers 1901, un funiculaire est construit pour relier la gare Montmorency à l'hôtel Kent House au sommet des chutes. Vers 1906, une ligne de tramway est ajoutée pour relier le haut des chutes via l'actuel boulevard des Chutes; la nouvelle ligne relie directement l'hôtel Château Frontenac de Québec et l'hôtel Kent Houseoù l'on retrouvera un zoo, un carrousel et, en hiver, une glissade et une patinoire avec le Club de golf  Royal Québec situé tout près.

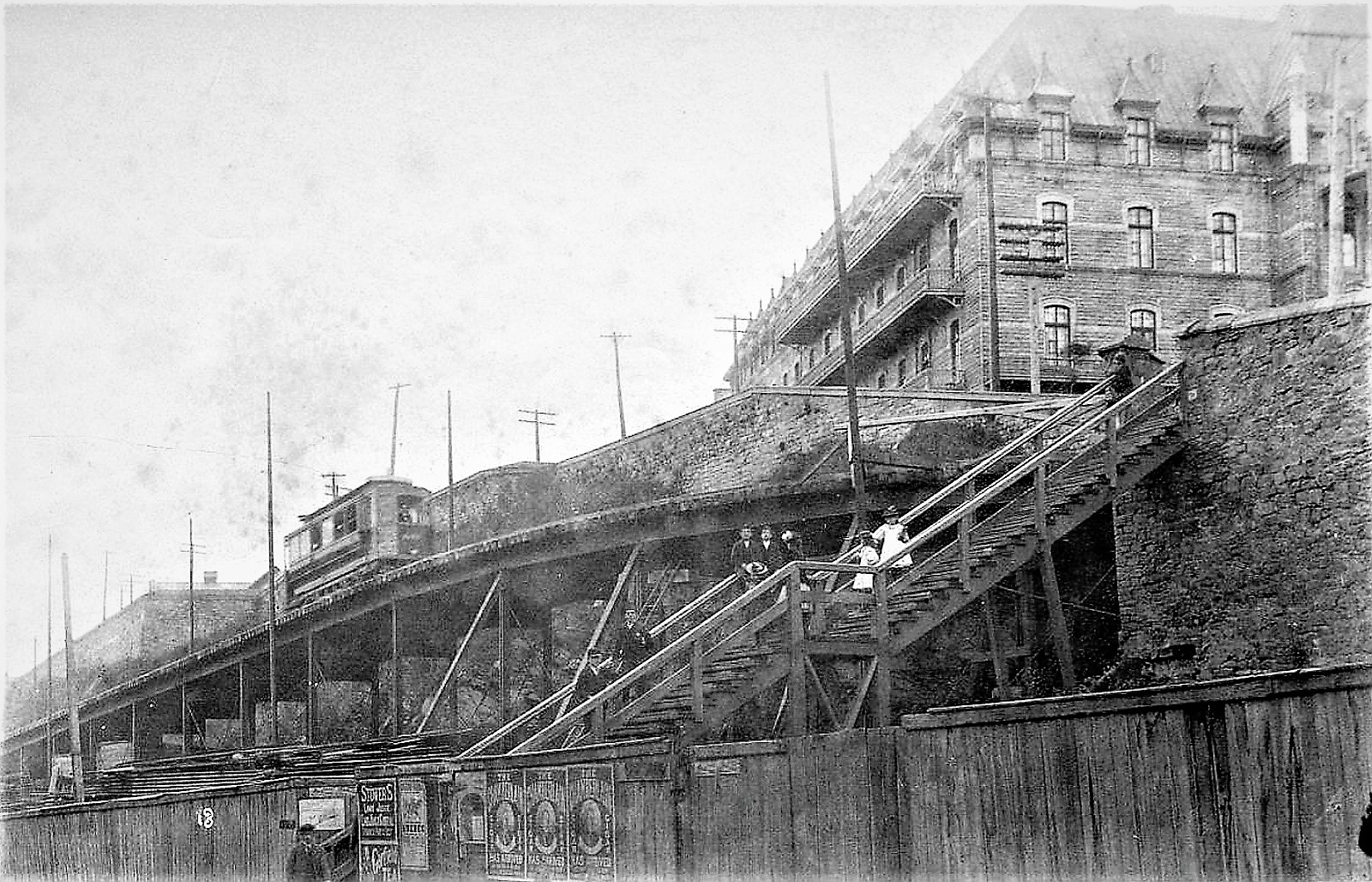
1898, viaduc pour tramway de la côte Dinan pour relier la basse ville et la haute ville de Québec.
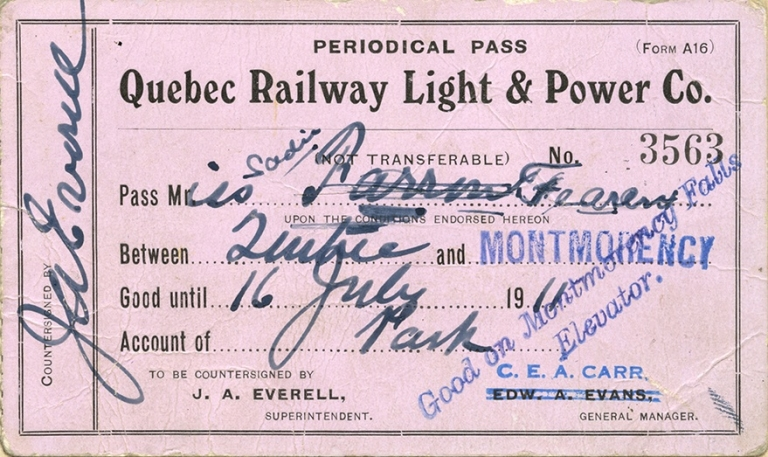
Billet donnant accès au funiculaire.
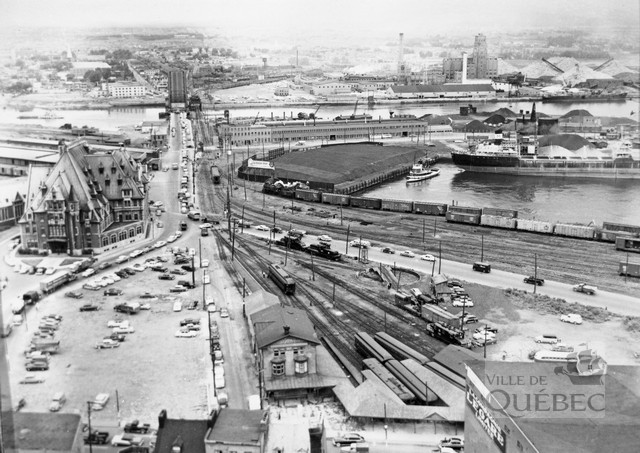
Gare du QRL&P à Québec en 1956 (à gauche, bureau de poste construit en 1939).
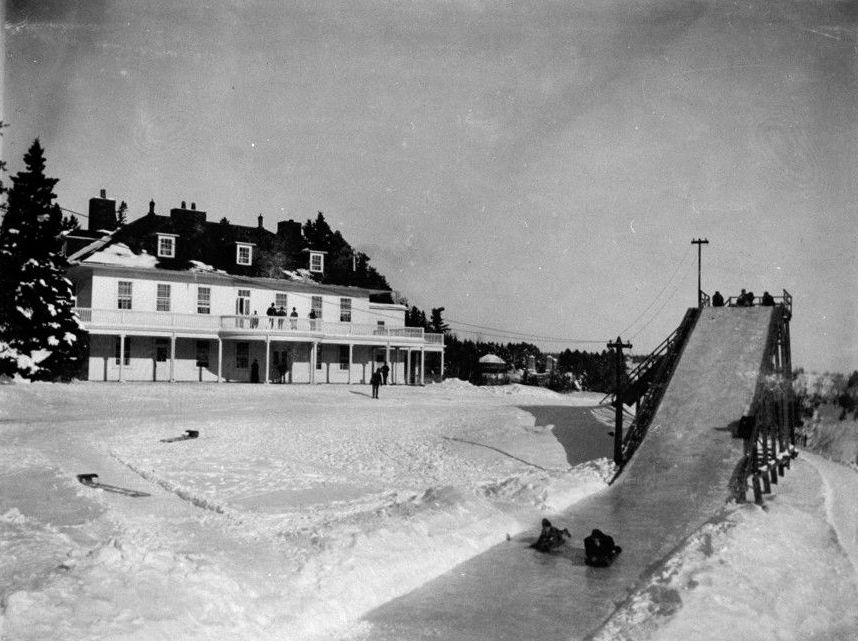
Hôtel Kent House en 1900.
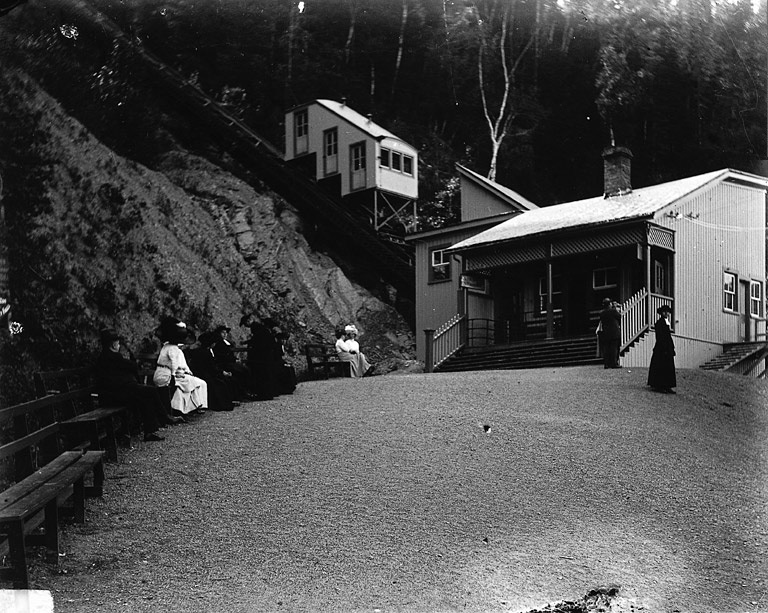
Départ du funiculaire en 1915.

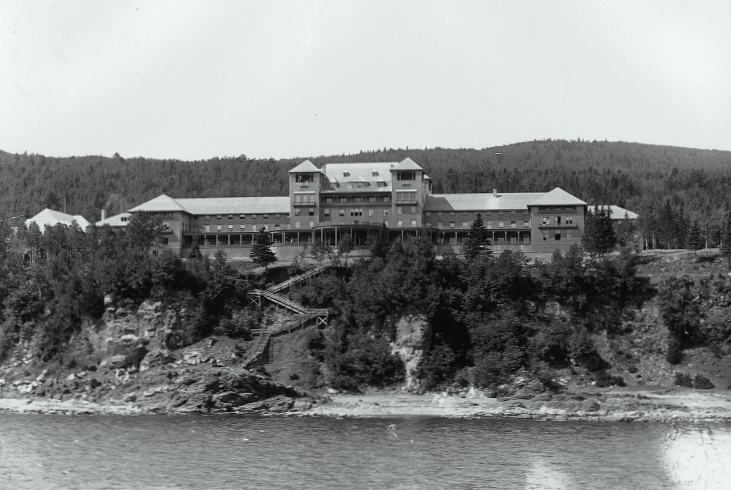
Premier Manoir Richelieu vers 1899 (notez l'absence de chemin de fer près du fleuve).

### Quebec Railway, Light, Heat & Power Co
Le 7 janvier 1905, un groupe de promoteurs, dont Rodolphe Forget, député fédéral de la région, enregistrent la compagnie Quebec & Saguenay Railway (créée par des promoteurs de Québec en 1854 et abandonnée) afin de prolonger le chemin de fer existant de St-Joachim à Clermont. Les problèmes techniques et de financement retardent le début des travaux.
En 1909, la Quebec Railway, Light, Heat & Power Co est créée, entre autres par Rodolphe Forget, en fusionnant le QRL&PCo avec la Quebec District Tramway (la compagnie de tramway de Québec). La voie ferrée devient la division Montmorency pour la distinguer des voies de tramway mais la publicité réfère toujours à la  Quebec Railway, Light & Power Co (sans le mot "Heat").
En 1910, la filiale indépendante Quebec & Saguenay Railway commence les travaux de prolongement de la voie de Cap-Tourmente (St-Joachim près de Beaupré) à La Malbaie et Clermont, afin de desservir la région de Charlevoix; Rodophe Forget fait partie du conseil d'administration du manoir Richelieu à Pointe-au-Pic (la Malbaie) et possède l'usine de pâte de papier de Clermont. Les travaux seront difficiles au pied des falaises de Charlevoix sur la rive du fleuve St-Laurent et très coûteux, ce que Jansen avait pressenti. Le QSR atteindra Petite-Rivière-Saint-François à l'automne 1917, Baie-Saint-Paul le 25 juillet 1918 et La Malbaie le 1er juillet 1919 (après le décès de Forget en février). Toujours en 1919, le service quotidien sera interrompu faute de trafic suffisant et le QSR sera vendu au gouvernement du Canada qui l’intégrera au chemin de fer Canadien National le 8 octobre 1920. En 1923, une entente est conclue pour l'utilisation du chemin de fer Quebec Railway, Light & Power jusqu'à Québec et les deux voies sont raccordées près de la gare de Saint-Joachim.
L'expansion de la voie ferrée, avec sa filiale Quebec & Saguenay Railway, endette la Quebec Railway, Light, Heat & PowerCo qui, en 1915, voit son principal concurrent, la Compagnie électrique Dorchester, être absorbé par la puissante Shawinigan Water and Power Co sous le nom de Public Service Corporation. Après le décès de Forget en 1919, la QRLH&PCo se voit obligée de fusionner avec la Public Service Corporation et devient en 1923 la Quebec Power Company. La division Montmorency conserve son nom et le nom de Quebec Railway, Light & Power Co demeurera jusqu'en 1951 pour être remplacé par celui du Canadian National Railway.

## Canadian National Railway (CNR)
En 1951, le chemin de fer Canadien National, qui possède déjà la voie du QSR de St-Joachim à la Malbaie, acquiert la division Montmorency de la Quebec Power Company et renomme le chemin de fer division Murray Bay (aujourd'hui Malbaie).  
Le CNR se préoccupe uniquement des industries et modifie les horaires au détriment du service de passager; pour ces derniers, l'alternative est d'adopter l'automobile et d'emprunter le nouveau boulevard Ste-Anne qui longe la voie ferrée. Le service de passager sur la division Murray Bay est interrompu en mars 1959, la gare construite sur la rue St-Paul par le QMCR est démolie et sa cour de triage est démantelée.
Entre 1964 et 1974, le CNR démantèle l'atelier circulaire (round house) et les autres ateliers de Limoilou (qu'il possède depuis l'achat du QLSJR) alors que la plupart des industries desservies par le train dans Limoilou ont fermé.
En 1976, afin de faire place à la construction de l'autoroute Dufferin-Montmorency, la table tournante de l'ancien atelier circulaire est démantelée, la cour de triage de Limoilou est réorganisée et, au côté nord de la rivière St-Charles, il ne reste qu'une jonction en Y qui raccorde la division Murray Bay à la voie du QLSJR. La gare du Palais du CPR est expropriée par la ville de Québec et sa cour de triage est entièrement démantelée afin de libérer le centre-ville. Le CPR construit une nouvelle gare près de la rue St-Sacrement et le CNR transfère le service de passager à sa Gare de Sainte-Foy qui deviendra la gare de Via Rail le 2 décembre 1979.
En 1984, un train touristique estival, le Tortillard du Saint-Laurent, est mis sur pied pour visiter Charlevoix mais fait faillite après deux saisons.
À partir de 1986, beaucoup d'industries desservies par le train le long de la division Murray Bay ferment. En 1994, le CNR vend la division Murray Bay au Chemin de fer du Québec, soit à partir de la cour de triage du CNR à Limoilou jusqu'à Clermont. 
En 2010, le CNR obtient le droit d'exploiter des trains de marchandise dans le futur. 

## Chemin de Fer Charlevoix
En 1994, le Chemin de fer du Québec renomme la division Murray Bay, Chemin de fer Charlevoix.
En 1995, le Tortillard du Saint-Laurent est remis en service mais fait à nouveau faillite après deux saisons.
En 2009, le Chemin de Fer Charlevoix est vendu au groupe Le Massif de Daniel Côté qui entreprend, à l'aide de subventions gouvernementales, la réhabilitation de la voie au coût approximatif de 20 millions de dollars. En 2011, un train touristique est mis en place visant une clientèle aisée et gastronome. Le départ à partir de la chute Montmorency est trop loin des hôtels de Québec et le Train Touristique n'est pas rentable. Depuis 2014, le Réseau Charlevoix opère pendant l'été deux trains touristiques composés de deux voitures automotrices. 